# Tony Ketcham
Tony Ketcham ist ein US-amerikanischer Schauspieler.

## Leben
Seit den 2000er Jahren ist Ketcham regelmäßig als Schauspieler zu sehen. Er begann als Episodendarsteller unter anderen in den Fernsehserien Pensacola – Flügel aus Stahl, Cover Me: Based on the True Life of an FBI Family oder Invisible Man – Der Unsichtbare. 2001 erhielt er eine Episodenhauptrolle als Gary Sacks in der Fernsehserie Akte X – Die unheimlichen Fälle des FBI. Im selben Jahr wirkte er als Nebendarsteller in Ghost World mit und war als Vater der von Julia Lee verkörperten Ophelia im Film Ophelia Learns to Swim zu sehen. 2016 spielte er im Horrorfilm Little Dead Rotting Hood – Keine Angst vorm bösen Wolf die Rolle des Benson. Danach folgten Besetzungen in verschiedenen Kurzfilmproduktionen. Von 2018 bis 2019 wirkte er in drei Episoden der titelgebenden Rolle des Randy in der Serie Randy and the Milk Boy mit.

## Filmografie (Auswahl)
- 2000: Pensacola – Flügel aus Stahl (Pensacola: Wings of Gold, Fernsehserie, Episode 3x16)
- 2000: Cover Me: Based on the True Life of an FBI Family (Fernsehserie, Episode 1x07)
- 2000: Boundaries (Kurzfilm)
- 2000: Invisible Man – Der Unsichtbare (The Invisible Man, Fernsehserie, Episode 1x09)
- 2000: That’s Life (Fernsehserie, Episode 1x02)
- 2000: Now Eat
- 2001: Peter Rabbit and the Crucifix (Kurzfilm)
- 2001: Dharma & Greg (Fernsehserie, Episode 4x17)
- 2001: Akte X – Die unheimlichen Fälle des FBI (The X-Files, Fernsehserie, Episode 8x19)
- 2001: Ghost World
- 2001: Ophelia Learns to Swim
- 2001: Keine Gnade für Dad (Grounded for Life, Fernsehserie, Episode 2x07)
- 2002: Lady Cops – Knallhart weiblich (The Division, Fernsehserie, Episode 2x01)
- 2002: The Tower of Babble (Kurzfilm)
- 2003: Down the Barrel
- 2004: Subway Cafe
- 2010: 1000 Wege, ins Gras zu beißen (1000 Ways to Die, Fernsehdokuserie, Episode 3x07)
- 2011: Hopelessly in June
- 2013: 7 Lives Xposed (Fernsehserie, Episode 1x02)
- 2013: Desert Noir (Kurzfilm)
- 2013: CollegeHumor Originals (Fernsehserie, Episode 1x552)
- 2013: Fresh Blood (Kurzfilm)
- 2013: Precious Plum (Miniserie, Episode 1x11)
- 2013: Hindsight (Kurzfilm)
- 2014: Tattoo Nightmares (Fernsehserie, 1 Episode)
- 2014: The Hunters Game (Kurzfilm)
- 2014: Stiffed (Fernsehserie, Episode 1x01)
- 2015: Power Rangers (Kurzfilm)
- 2016: Little Dead Rotting Hood – Keine Angst vorm bösen Wolf (Little Dead Rotting Hood)
- 2016: Sybarite (Kurzfilm)
- 2016: Earthquake/Terremoto (Kurzfilm)
- 2016: Arkippiana (Kurzfilm)
- 2016: Sons of Mann (Kurzfilm)
- 2016: Cast Me (Fernsehfilm)
- 2016: Möbius (Kurzfilm)
- 2016: The Cold (Kurzfilm)
- 2016: Shady Neighbors (Fernsehfilm)
- 2017: La Antorcha (Kurzfilm)
- 2017: Happy Hunting
- 2017: I Shall Never Return
- 2017: I See You (Kurzfilm)
- 2017: MacGuffin (Kurzfilm)
- 2017: Car Botz (Kurzfilm)
- 2017: Dead House (Fernsehserie, Episode 1x01)
- 2017: Mike Boy
- 2017: Welcome to the Shadow Zone (Miniserie, Episode 1x05)
- 2017: The Trouble with Mistletoe
- 2018–2019: Randy and the Milk Boy (Fernsehserie, 3 Episoden)
- 2019: What Just Happened??! (Fernsehserie, Episode 1x09)
- 2021: Chopliva (Kurzfilm)